# Чёбино

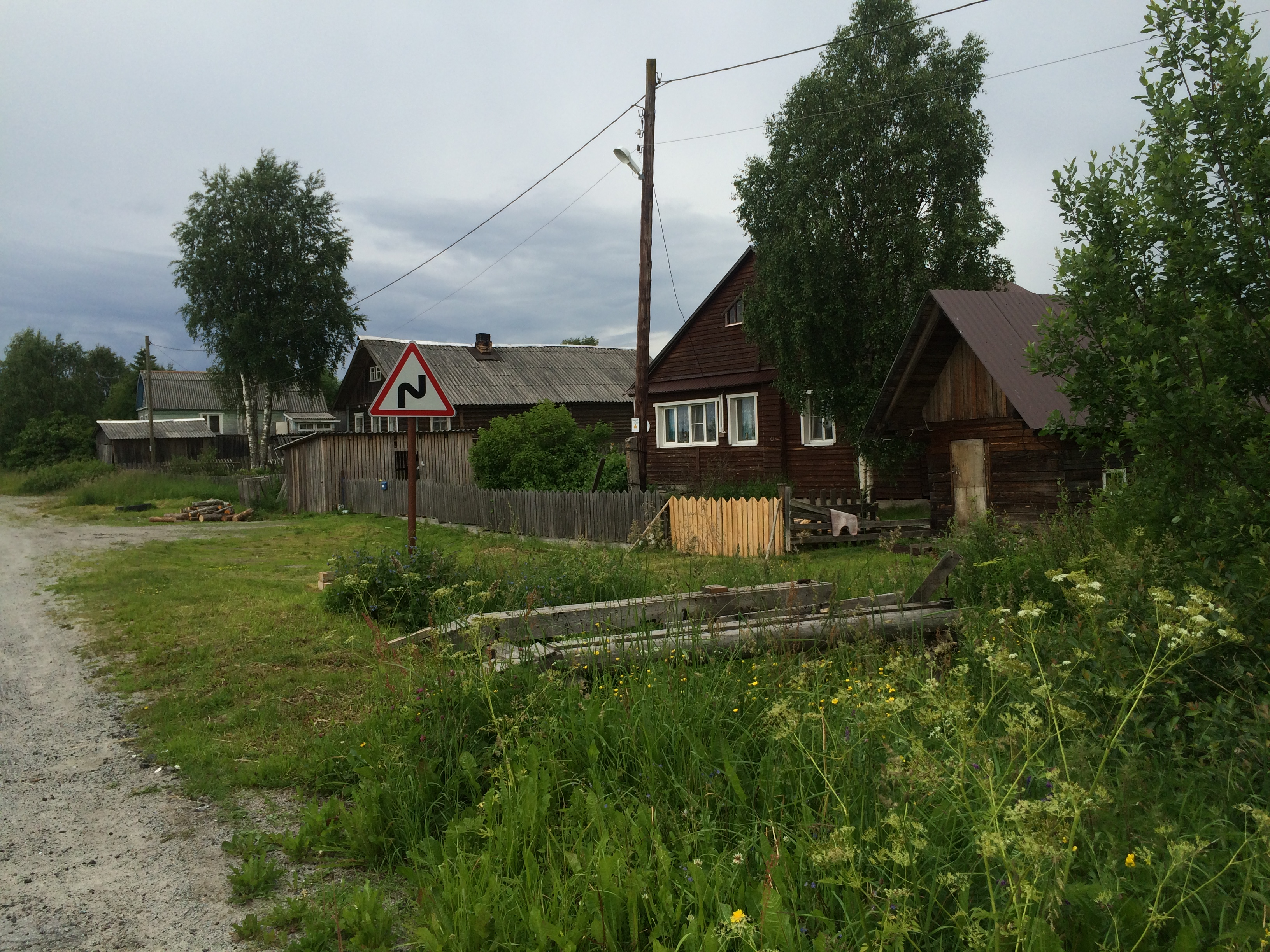
Жилые дома

Чёбино (карел. Čobene, Čobino) — деревня Медвежьегорского района Республики Карелия Российской Федерации. Административный центр Чёбинского сельского поселения.

## Общие сведения
Расположена в 17 км по автодороге к западу от Медвежьегорска. В деревне действует участковое лесничество, фельдшерский пункт.

## История
В середине XIX века деревня служила постоялым двором на торговом тракте к Белому морю.
В годы Советско-финской войны (1941—1944) в деревне был расположен финский концентрационный лагерь № 73 для советских военнопленных. Концлагерь насчитывал около 230 военнопленных.

## Население
| 2002 | 2009 | 2010 | 2013 |
| ---- | ---- | ---- | ---- |
| 230  | ↘124 | ↘110 | ↘94  |

## Улицы
- ул. Вернадского
- ул. Верхняя
- ул. Олимпийская
- ул. Центральная
- ул. Челюскинцев